# Trigonotarbida
Trigonotarbida este un grup dispărut de arahnide, care au locuit de la sfârșitul Silurianului până în Permian (c. 419 - 290 milioane de ani). Trigonotarbidele pot fi privite ca păianjeni, care nu produceau mătase. Până în prezent s-au descoperit 60 de specii. Fosile ale acestor animale au fost găsite în Europa și America de Nord, precum și o singură fosilă în Argentina.

## Descriere
Acestea erau artropode carnivore. Primele studii au avut tendința de a confunda trigonotarbidele cu alte grupuri dispărute de arahnide, în special opilioni. Însă ei seamănă mai mult cu păianjeni și ricinule. Ca și în alte arahnide, corpul este împărțit într-o prosoma (cefalothorace) și opistosoma (abdomen). Lungimea corpului varia de la câțiva mm, până la aproximativ 5 cm . 

Prosoma purta o pereche de ochi median. În familiile Palaeocharinidae, Anthracomartidae - exista și o pereche de ochi laterali. Placa dorsală – tergita – era împărțită în 3 – 5 plăci separate. Opistosoma constă din 12 segmente. 

Chelicerele se aseamănau cu cele ale unui păianjen migalomorf. Nu există nici o dovadă în fosilele bine conservate de prezența unui orficiu a glandei veninoase, prin urmare, trigonotarbidele, probabil,  nu au fost veninoase. Gura avea o buză superioară – labrum și o buza inferioară – labium. În interiorul gurii exista un sistem de filtrare, ce sugerează că trigonotarbidele se hrăneau cu mâncarea extradigerată și lichifiată.  

Pedipalpii au o structura tipică arahnidelor, alcătuiți din coxă, trohanter, femur, tipsie, tibia și tars. Pedipalpii arătau ca picioare mici și nu prezintau clești. Însă,  la Palaeocharinide și Anthracomartide vârful pedipalpilor era modificat într-o gheara mică. O structură similară se observă la ricinule. Nu există dovezi că au avut membre specializate pentru acuplație sau transferul unui spermatofor. 

Structura picioarelor locomotoare este ca la toate arahnidelor. La Anthracosironidae picioarele erau destul de mari și aveau spini, probabil pentru a ușura capturarea pradei. 

Fosilele de  trigonotarbide bine conservate arată că aceste animale au avut două perechi de plămâni. La cca. 410 milioane ani, acestea sunt cele mai vechi exemple ale plămânilor, și indică în mod clar faptul că trigonotarbidele trăit pe uscat. Structura detaliată a plămânilor este aproape identică cu cea a arahnidelor contemporane. Urme ale celorlalte sisteme nu s-au păstrat.

## Referențe
1. ↑  Rößler, R. & Dunlop, J. A. 1997. Redescription of the largest trigonotarbid arachnid - Kreischeria wiedei Geinitz 1882 from the Upper Carboniferous of Zwickau, Germany. Paläontologishe Zeitschrift, 71: 237-245
2. ↑  Hirst, S. & Maulik, S. 1926. On some arthropod remains from the Rhynie Chert (Old Red Sandstone). Geological Magazine, 63: 69–71.
3. ↑  Dunlop, J. A. 1994. Comparative anatomy of filtration mechanisms in tetrapulmonate arachnids (Trigonotarbida, Araneae, Amblypygi, Uropygi and Schizomida). Bulletin of the British arachnological Society, 9: 267–273.
4. ↑  Pocock, R. I. 1903. A new Carboniferous arachnid. Geological Magazine, Decade 4, 10: 247–251.